# Hagelsdorf
Hagelsdorf (lb. Haastert, Haaster) – wieś (Uertschaft) we wschodnim Luksemburgu, w kantonie Grevenmacher, w gminie Biwer. Do 3 października 2015 miejscowość leżała w dystrykcie Grevenmacher. Liczy 29 mieszkańców (1 stycznia 2023).